# Therobia vulpes
Therobia vulpes là một loài ruồi trong họ Tachinidae.